# Filialkirche Maria Schutz (Stattegg)

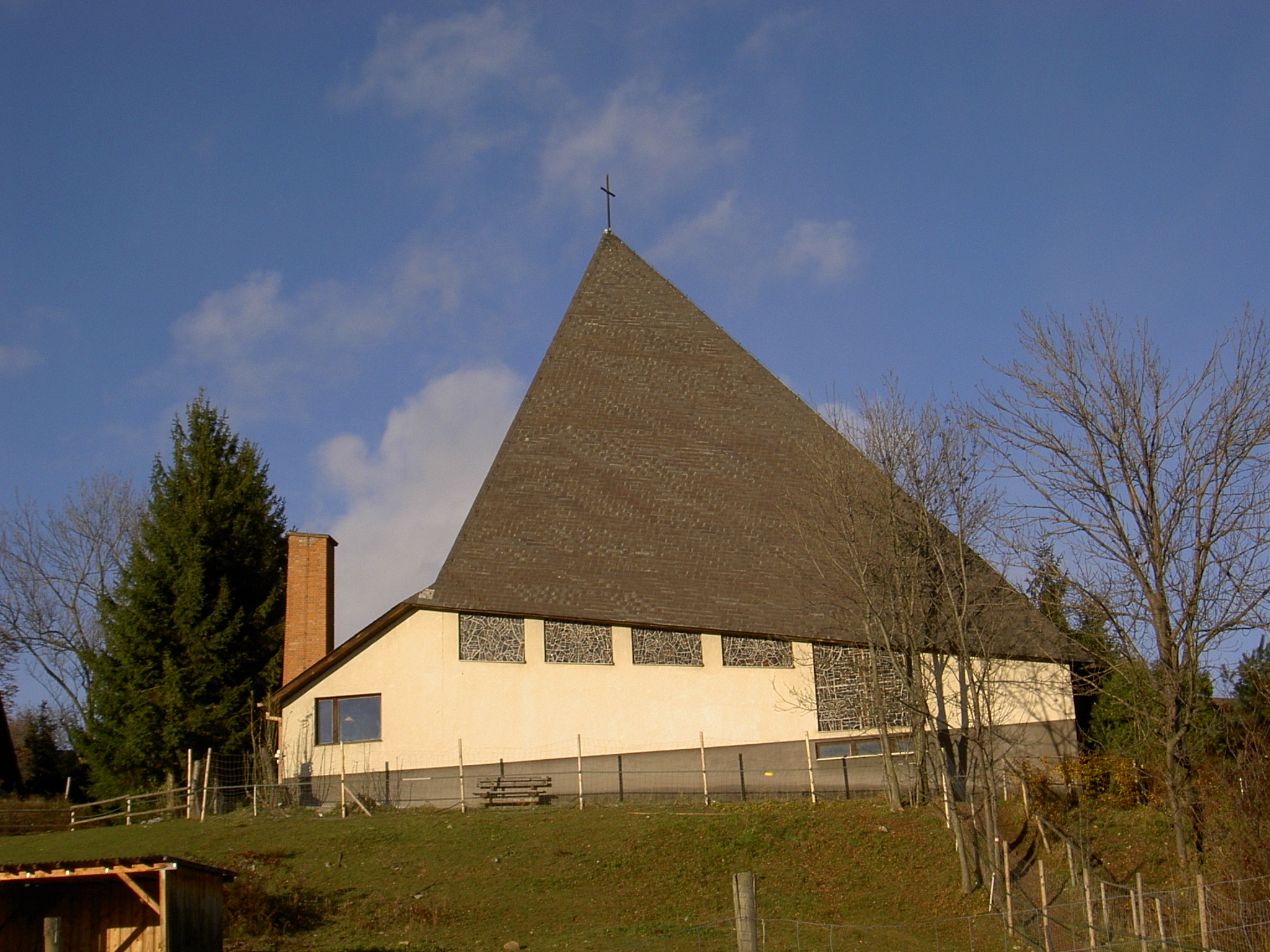
Die Kirche im November 2007

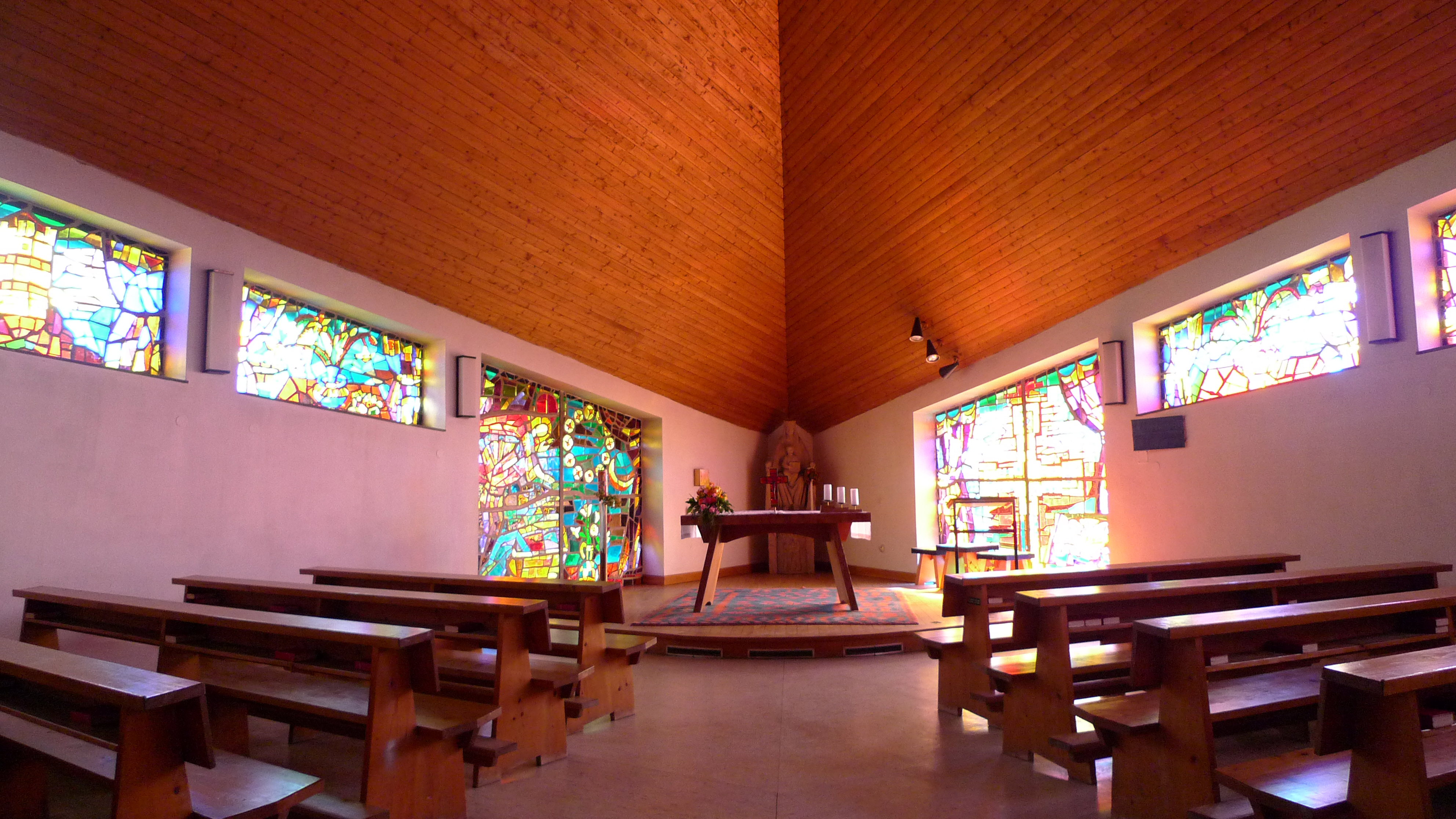
Maria Schutz – Innenraum

Die Kirche Maria Schutz ist eine römisch-katholische Filialkirche der Pfarre St. Veit in Andritz, dem XII. Bezirk der Stadt Graz. Sie wurde 1960–62 erbaut.

## Lage
Die Kirche steht in Kalkleiten (Kalkleitenstraße 15) in der Gemeinde Stattegg in der Steiermark auf einem Ausläufer des Schöckls.

## Geschichte
Die Kirche wurde 1960 nach Plänen von Kurt Weber-Mzell erbaut und 1962 geweiht. Sie ist der Pfarre St. Veit bei Graz unterstellt.

## Beschreibung

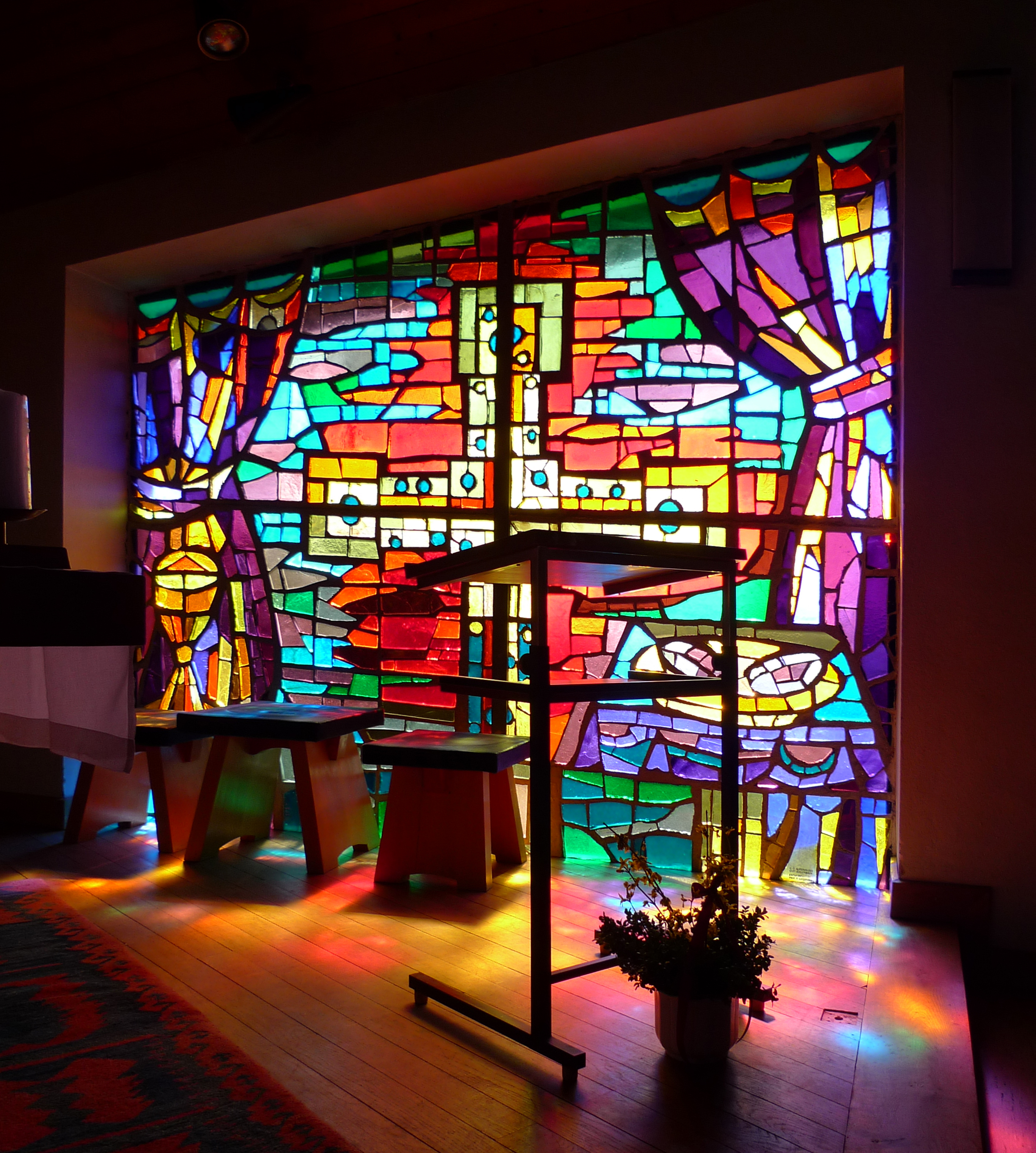
Glasfenster von Alfred Wickenburg

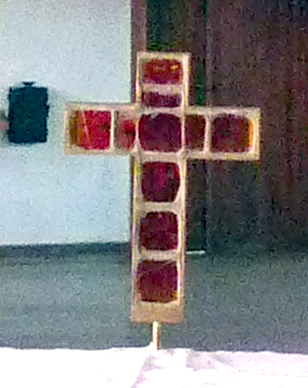
Kruzifix von Alexander Silveri

Die Kirche, annähernd ein Zentralbau mit einem hochgezogenen, zweischaligen Steildach hat einen keilförmigen Grundriss mit einer hangwärts, zum Chor weisenden Spitze. An den Längsseiten befinden sich zehn nach Entwürfen von Alfred Wickenburg und Farbkartons von Franz Felfer gestaltete, farbige Betonglasfenster. Diese zeigen die Arche Noah, den Turm Davids, die Verkündigung des Herrn, den Engel mit dem Kelch, den Engel mit dem Brot sowie das Kreuz. Zwischen diesen Motiven gibt es Darstellungen von Lilien. Auf dem 1965 errichteten Hochaltar befindet sich ein von Alexander Silveri gestaltetes Bronzekruzifix. Im Chorscheitel befindet sich eine lebensgroße Schutzmantelmadonna von Franz Weiss aus dem Jahr 1965.